# Pavouk bolasový
Pavouk bolasový je označení pro skupinu pavouků, kteří aktivně loví svou kořist vrháním lepkavého vlákna. Živí se především můrami, jež vábí vylučováním alomonů, které jsou podobné muřím. Zmatený hmyz je zasažen vláknem, kterým pavouk točí ve vzduchu, poté je již pro pavouka snadné ho zabít a sežrat. Označení zahrnuje tři příbuzné rody:
- Mastophora (američtí bolasoví pavouci, 48 druhů)
- Cladomelea (afričtí bolasoví pavouci, 4 druhy)
- Ordgarius (australští bolasoví pavouci, 20 druhů)